# США на літніх Олімпійських іграх 1900
США на літніх Олімпійських іграх 1900 представляли 82 спортсмени в десяти видах спорту. Країна посіла друге місце в загальнокомандному медальному заліку. 
Курсивом вказано спортсменів, результати яких зараховуються змішаної команді.

## Медалісти

### Золото
| Золото | |                                                |
| №      | Спортсмени | Вид спорту (дисципліна)                        |
| 1      | Джон Гайгер, Гаррі ДеБекке, Джеймс Джувенал, Вільям Карр, Роско Локвуд, Едвард Марш, Едвін Хідлі, Джон Екслі, Луіс Абель | Академічне веслування (вісімка)                |
| 2      | Чарльз Сандс | Гольф (чоловіки)                               |
| 3      | Маргарет Еббот | Гольф (жінки)                                  |
| 4      | Елвін Кренцлайн | Легка атлетика (біг на 60 метрів)              |
| 5      | Френк Джарвіс | Легка атлетика (біг на 100 метрів)             |
| 6      | Джон Тьюксбері | Легка атлетика (біг на 200 метрів)             |
| 7      | Максвелл Ворберн Лонг | Легка атлетика (біг на 400 метрів)             |
| 8      | Елвін Кренцлайн | Легка атлетика (біг на 110 метрів з бар'єрами) |
| 9      | Елвін Кренцлайн | Легка атлетика (біг на 200 метрів з бар'єрами) |
| 10     | Джон Тьюксбері | Легка атлетика (біг на 400 метрів з бар'єрами) |
| 11     | Елвін Кренцлайн | Легка атлетика (стрибки в довжину)             |
| 12     | Майєр Прінштайн | Легка атлетика (потрійний стрибок)             |
| 13     | Ірвінг Бакстер | Легка атлетика (стрибки у висоту)              |
| 14     | Ірвінг Бакстер | Легка атлетика (стрибки з жердиною)            |
| 15     | Рей Юрі | Легка атлетика (стрибки в довжину з місця)     |
| 16     | Рей Юрі | Легка атлетика (потрійний стрибок з місця)     |
| 17     | Рей Юрі | Легка атлетика (стрибки у висоту з місця)      |
| 18     | Річард Шелдон | Легка атлетика (штовхання ядра)                |
| 19     | Джон Фленаган | Легка атлетика (метання молота)                |

### Срібло
| Срібло |                   |                                                |
| №      | Спортсмени        | Вид спорту (дисципліна)                        |
| 1      | Полін Уіттер      | Гольф (жінки)                                  |
| 2      | Джон Тьюксбері    | Легка атлетика (біг на 60 метрів)              |
| 3      | Джон Тьюксбері    | Легка атлетика (біг на 100 метрів)             |
| 4      | Вільям Голланд    | Легка атлетика (біг на 400 метрів)             |
| 5      | Джон Креган       | Легка атлетика (біг на 800 метрів)             |
| 6      | Джон Маклін       | Легка атлетика (біг на 110 метрів з бар'єрами) |
| 7      | Майєр Прінштайн   | Легка атлетика (стрибки в довжину)             |
| 8      | Джеймс Коннолі    | Легка атлетика (потрійний стрибок)             |
| 9      | Мередіт Колкет    | Легка атлетика (стрибки з жердиною)            |
| 10     | Ірвінг Бакстер    | Легка атлетика (стрибки в довжину з місця)     |
| 11     | Ірвінг Бакстер    | Легка атлетика (потрійний стрибок з місця)     |
| 12     | Ірвінг Бакстер    | Легка атлетика (стрибки у висоту з місця)      |
| 13     | Джозайя Мак-Крейк | Легка атлетика (штовхання ядра)                |
| 14     | Тракстон Хейр     | Легка атлетика (метання молота)                |

### Бронза
| Бронза |                   |                                                |
| №      | Спортсмени        | Вид спорту (дисципліна)                        |
| 1      | Джон Лейк         | Велоспорт (спринт)                             |
| 2      | Дар'я Претт       | Гольф (жінки)                                  |
| 3      | Девід Хол         | Легка атлетика (біг на 800 метрів)             |
| 4      | Джон Брей         | Легка атлетика (біг на 1500 метрів)            |
| 5      | Фредерік Молоні   | Легка атлетика (біг на 110 метрів з бар'єрами) |
| 6      | Джон Тьюксбері    | Легка атлетика (біг на 200 метрів з бар'єрами) |
| 7      | Льюїс Шелдон      | Легка атлетика (потрійний стрибок)             |
| 8      | Роберт Гаррет     | Легка атлетика (потрійний стрибок з місця)     |
| 9      | Льюїс Шелдон      | Легка атлетика (стрибки у висоту з місця)      |
| 10     | Роберт Гаррет     | Легка атлетика (штовхання ядра)                |
| 11     | Річард Шелдон     | Легка атлетика (метання диска)                 |
| 12     | Джозайя Мак-Крейк | Легка атлетика (метання молота)                |
| 13     | Х. Мак-Генрі      | Парусний спорт (3-10 тонн)                     |
| 14     | Маріон Джонс      | Теніс (жіночий одиночний розряд)               |

## Результати змагань

### Академічне веслування

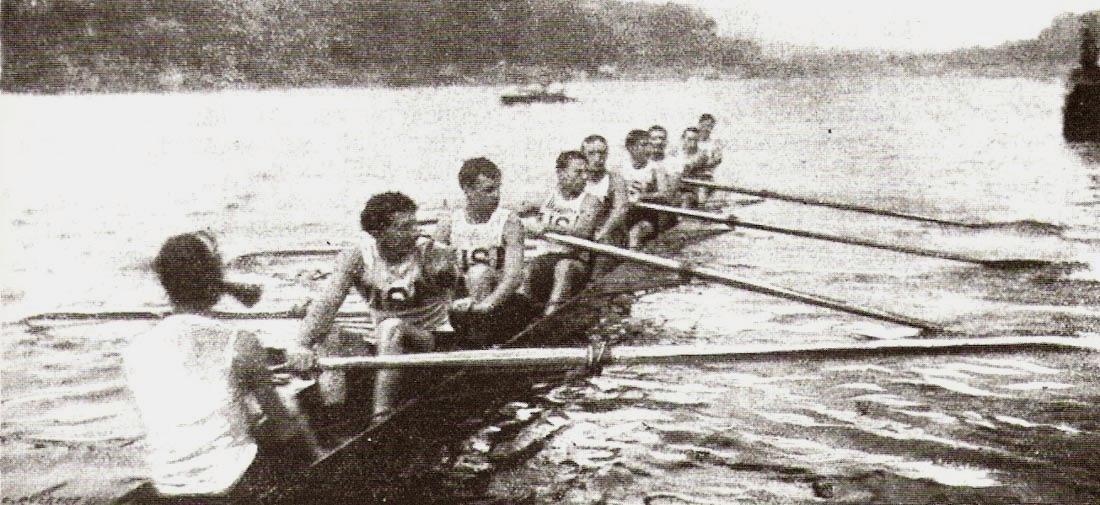
Команда США

| Змагання | Спортсмени | Півфінал  | Півфінал | Фінал     | Фінал |
| Змагання | Спортсмени | Результат | Місце    | Результат | Місце |
| -------- | --- | --------- | -------- | --------- | ----- |
| Вісімки  | Джон Гайгер, Гаррі ДеБекке, Джеймс Джувенал, Вільям Карр, Роско Локвуд, Едвард Марш, Едвін Хідлі, Джон Екслі, Луіс Абель | 5:15,4    | 1        | 6:07,8    | 1     |

### Велоспорт

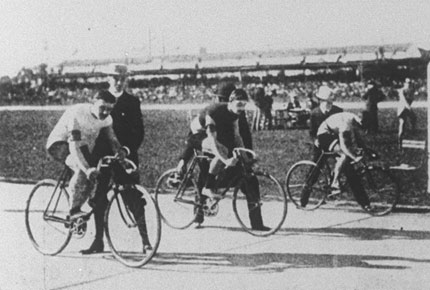
Старт фінального заїзду у спринті

| Змагання      | Спортсмен | Перший раунд | Перший раунд | Чвертьфінал | Чвертьфінал | Півфінал  | Півфінал | Фінал     | Фінал |
| Змагання      | Спортсмен | Результат    | Місце        | Результат   | Місце       | Результат | Місце    | Результат | Місце |
| ------------- | --------- | ------------ | ------------ | ----------- | ----------- | --------- | -------- | --------- | ----- |
| Спринт        | Джон Лейк | 1:35,8       | 1            | 2:02,0      | 1           | 2:09,6    | 1        | невідомий | 3     |
| 25 кілометрів | Джон Лейк |              |              |             |             |           |          | DNF       | —     |

### Гольф
| Змагання | Спортсмен       | Рахунок | Місце |
| -------- | --------------- | ------- | ----- |
| Чоловіки | Чарльз Сандс    | 167     | 1     |
| Чоловіки | Фредерік Тейлор | 182     | 4     |
| Чоловіки | Альберт Ламберт | 189     | 8     |
| Чоловіки | Артур Лорд      | 231     | 10    |
| Жінки    | Маргарет Еббот  | 47      | 1     |
| Жінки    | Полін Уіттер    | 49      | 2     |
| Жінки    | Дар'я Претт     | 53      | 3     |
| Жінки    | Еллен Рідгуей   | 57      | 5     |
| Жінки    | Мері Еббот      | 65      | 7     |

### Кінний спорт
| Змагання          | Спортсмен         | Місце |
| ----------------- | ----------------- | ----- |
| Конкур            | Герман Джон Мендл | 4-37  |
| Стрибки у довжину | Герман Джон Мендл | 5-17  |
| Стрибки у висоту  | Герман Джон Мендл | 5-18  |

### Легка атлетика

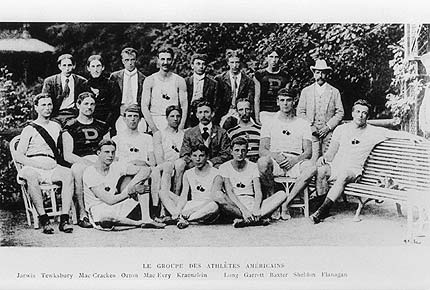
Американські легкоатлети

| Змагання                  | Спортсмен             | Попередній раунд | Попередній раунд | Півфінал   | Півфінал   | Додатковий раунд | Додатковий раунд | Фінал             | Фінал      |
| Змагання                  | Спортсмен             | Результат        | Місце            | Результат  | Місце      | Результат        | Місце            | Результат         | Місце      |
| ------------------------- | --------------------- | ---------------- | ---------------- | ---------- | ---------- | ---------------- | ---------------- | ----------------- | ---------- |
| 60 метрів                 | Елвін Кренцлайн       | 7,0 з OR         | 1                |            |            |                  |                  | 7,0 з Шаблон:=OR  | 1          |
| 60 метрів                 | Джон Тьюксбері        | 7,2 з            | 1                |            |            |                  |                  | невідомий         | 2          |
| 60 метрів                 | Едмунд Мінехен        | невідомий        | 2                |            |            |                  |                  | невідомий         | 4          |
| 60 метрів                 | Вільям Голланд        | невідомий        | 3                |            |            |                  |                  | не пройшов        | не пройшов |
| 100 метрів                | Френк Джарвіс         | 10,8 з OR        | 1                | 11,2 з OR  | 1          |                  |                  | 11,0 з            | 1          |
| 100 метрів                | Джон Тьюксбері        | 11,4 з           | 1                | 10,8 з     | 1          |                  |                  | невідомий         | 2          |
| 100 метрів                | Артур Даффі           | 11,4 з OR        | 1                | 11,0 з     | 1          |                  |                  | DNF               | —          |
| 100 метрів                | Кларк лейбл           | 11,4 з           | 1                | невідомий  | 2          | невідомий        | 3                | не пройшов        | не пройшов |
| 100 метрів                | Таддеус Мак-Клейн     | невідомий        | 2                | невідомий  | 2          | невідомий        | 4-6              | не пройшов        | не пройшов |
| 100 метрів                | Чарльз Бьюрроус       | 11,4 з           | 1                | невідомий  | 3          | невідомий        | 4-6              | не пройшов        | не пройшов |
| 100 метрів                | Фредерік Молоні       | невідомий        | 2                | невідомий  | 3          | невідомий        | 4-6              | не пройшов        | не пройшов |
| 100 метрів                | Едмунд Мінехен        | невідомий        | 2                | невідомий  | 4          | не пройшов       | не пройшов       | не пройшов        | не пройшов |
| 100 метрів                | Діксон Бордман        | невідомий        | 2                | невідомий  | 4          | не пройшов       | не пройшов       | не пройшов        | не пройшов |
| 100 метрів                | Генрі Слек            | невідомий        | 3                | не пройшов | не пройшов | не пройшов       | не пройшов       | не пройшов        | не пройшов |
| 200 метрів                | Джон Тьюксбері        | невідомий        | 2                |            |            |                  |                  | 22,2 з OR         | 1          |
| 200 метрів                | Вільям Голланд        | 24,0 з OR        | 1                |            |            |                  |                  | невідомий         | 4          |
| 400 метрів                | Максвелл Ворберн Лонг | 50,4 з OR        | 1                |            |            |                  |                  | 49,4 з OR         | 1          |
| 400 метрів                | Вільям Голланд        | невідомий        | 2                |            |            |                  |                  | невідомий         | 2          |
| 400 метрів                | Діксон Бордман        | 51,2 з           | 1                |            |            |                  |                  | DNS               | —          |
| 400 метрів                | Гаррі Лі              | невідомий        | 2                |            |            |                  |                  | DNS               | —          |
| 400 метрів                | Вільям Молоні         | 51,0 з           | 2                |            |            |                  |                  | DNS               | —          |
| 400 метрів                | Харві Лорд            | невідомий        | 3                |            |            |                  |                  | не пройшов        | не пройшов |
| 400 метрів                | Генрі Слек            | невідомий        | 3                |            |            |                  |                  | не пройшов        | не пройшов |
| 400 метрів                | Вальтер Драмхеллер    | невідомий        | 5                |            |            |                  |                  | не пройшов        | не пройшов |
| 800 метрів                | Джон Креган           | 2:03,0           | 1                |            |            |                  |                  | невідомий         | 2          |
| 800 метрів                | Девід Хол             | 1:59,0 OR        | 1                |            |            |                  |                  | невідомий         | 3          |
| 800 метрів                | Джон Брей             | невідомий        | 2                |            |            |                  |                  | невідомий         | 6          |
| 800 метрів                | Говард Хайес          | невідомий        | 3                |            |            |                  |                  | не пройшов        | не пройшов |
| 800 метрів                | Юстус Скреффорд       | невідомий        | 3                |            |            |                  |                  | не пройшов        | не пройшов |
| 800 метрів                | Харві Лорд            | невідомий        | 3                |            |            |                  |                  | не пройшов        | не пройшов |
| 800 метрів                | Евард Мечлінг         | невідомий        | 4-5              |            |            |                  |                  | не пройшов        | не пройшов |
| 800 метрів                | Едвард Башнелл        | невідомий        | 4-6              |            |            |                  |                  | не пройшов        | не пройшов |
| 800 метрів                | Гаррісон Сміт         | невідомий        | 4-6              |            |            |                  |                  | не пройшов        | не пройшов |
| 800 метрів                | Вальтер Драмхеллер    | невідомий        | 6-7              |            |            |                  |                  | не пройшов        | не пройшов |
| 1500 метрів               | Джон Брей             |                  |                  |            |            |                  |                  | невідомий         | 3          |
| 1500 метрів               | Девід Хол             |                  |                  |            |            |                  |                  | невідомий         | 4          |
| Марафон                   | Артур Ньютон          |                  |                  |            |            |                  |                  | невідомий         | 5          |
| 110 метрів з бар'єрами    | Елвін Кренцлайн       | 15,6 з OR        | 1                |            |            |                  |                  | 15,4 з OR         | 1          |
| 110 метрів з бар'єрами    | Джон Маклін           | невідомий        | 3                |            |            | 17,0 з           | 1                | невідомий         | 2          |
| 110 метрів з бар'єрами    | Фредерік Молоні       | невідомий        | 2                |            |            | 17,0 з           | 1                | невідомий         | 3          |
| 110 метрів з бар'єрами    | Вільям Реммінгтон     | невідомий        | 2                |            |            | невідомий        | 2                | не пройшов        | не пройшов |
| 110 метрів з бар'єрами    | Вільям Льюїс          | невідомий        | 3                |            |            | невідомий        | 2                | не пройшов        | не пройшов |
| 200 метрів з бар'єрами    | Елвін Кренцлайн       | 27,0 з OR        | 1                |            |            |                  |                  | 25,4 з OR         | 1          |
| 200 метрів з бар'єрами    | Джон Тьюксбері        | невідомий        | 2                |            |            |                  |                  | невідомий         | 2          |
| 200 метрів з бар'єрами    | Фредерік Молоні       | невідомий        | 3                |            |            |                  |                  | не пройшов        | не пройшов |
| 200 метрів з бар'єрами    | Таддеус Мак-Клейн     | невідомий        | 3                |            |            |                  |                  | не пройшов        | не пройшов |
| 200 метрів з бар'єрами    | Вільям Реммінгтон     | невідомий        | 4                |            |            |                  |                  | не пройшов        | не пройшов |
| 200 метрів з бар'єрами    | Вільям Льюїс          | невідомий        | 5                |            |            |                  |                  | не пройшов        | не пройшов |
| 400 метрів з бар'єрами    | Джон Тьюксбері        | 1:01,0 OR        | 1                |            |            |                  |                  | 57,6 з OR         | 1          |
| 400 метрів з бар'єрами    | Вільям Льюїс          | невідомий        | 2                |            |            |                  |                  | DNS               | —          |
| 2500 метрів з перешкодами | Артур Ньютон          |                  |                  |            |            |                  |                  | невідомий         | 4          |
| 4000 метрів з перешкодами | Таддеус Мак-Клейн     |                  |                  |            |            |                  |                  | DNF               | —          |
| Стрибки у довжину         | Елвін Кренцлайн       |                  |                  |            |            |                  |                  | 7,185 м OR        | 1          |
| Стрибки у довжину         | Майєр Прінштайн       |                  |                  |            |            |                  |                  | 7,175 м           | 2          |
| Стрибки у довжину         | Вільям Реммінгтон     |                  |                  |            |            |                  |                  | 6,825 м           | 4          |
| Стрибки у довжину         | Джон Маклін           |                  |                  |            |            |                  |                  | 6,655 м           | 6          |
| Стрибки у довжину         | Таддеус Мак-Клейн     |                  |                  |            |            |                  |                  | 6,635 м           | 7          |
| Потрійний стрибок         | Майєр Прінштайн       |                  |                  |            |            |                  |                  | 14,47 м OR        | 1          |
| Потрійний стрибок         | Джеймс Коннолі        |                  |                  |            |            |                  |                  | 13,97 м           | 2          |
| Потрійний стрибок         | Льюїс Шелдон          |                  |                  |            |            |                  |                  | 13,64 м           | 2          |
| Потрійний стрибок         | Френк Джарвіс         |                  |                  |            |            |                  |                  | невідомий         | 7-13       |
| Потрійний стрибок         | Джон Маклін           |                  |                  |            |            |                  |                  | невідомий         | 7-13       |
| Потрійний стрибок         | Деніел Хортон         |                  |                  |            |            |                  |                  | невідомий         | 7-13       |
| Стрибки у висоту          | Ірвінг Бакстер        |                  |                  |            |            |                  |                  | 1,90 м OR         | 1          |
| стрибки з жердиною        | Ірвінг Бакстер        |                  |                  |            |            |                  |                  | 3,30 м Шаблон:=OR | 1          |
| стрибки з жердиною        | Мередіт Колкет        |                  |                  |            |            |                  |                  | 3,25 м            | 2          |
| Стрибки в довжину з місця | Рей Юрі               |                  |                  |            |            |                  |                  | 3,21 м OR         | 1          |
| Стрибки в довжину з місця | Ірвінг Бакстер        |                  |                  |            |            |                  |                  | 3,135 м           | 2          |
| Стрибки в довжину з місця | Ірвінг Бакстер        |                  |                  |            |            |                  |                  | 3,02 м            | 4          |
| Потрійний стрибок з місця | Рей Юрі               |                  |                  |            |            |                  |                  | 10,58 м OR        | 1          |
| Потрійний стрибок з місця | Ірвінг Бакстер        |                  |                  |            |            |                  |                  | 9,96 м            | 2          |
| Потрійний стрибок з місця | Роберт Гаррет         |                  |                  |            |            |                  |                  | 9,50 м            | 3          |
| Потрійний стрибок з місця | Льюїс Шелдон          |                  |                  |            |            |                  |                  | 9,46 м            | 4          |
| Потрійний стрибок з місця | Френк Джарвіс         |                  |                  |            |            |                  |                  | невідомий         | 5-10       |
| Потрійний стрибок з місця | Джон Маклін           |                  |                  |            |            |                  |                  | невідомий         | 5-10       |
| Потрійний стрибок з місця | Деніел Хортон         |                  |                  |            |            |                  |                  | невідомий         | 5-10       |
| Стрибки у висоту з місця  | Рей Юрі               |                  |                  |            |            |                  |                  | 1,655 м OR        | 1          |
| Стрибки у висоту з місця  | Ірвінг Бакстер        |                  |                  |            |            |                  |                  | 1,525 м           | 2          |
| Стрибки у висоту з місця  | Льюїс Шелдон          |                  |                  |            |            |                  |                  | 1,50 м            | 3          |
| Штовхання ядра            | Річард Шелдон         |                  |                  |            |            |                  |                  | 14,10 OR          | 1          |
| Штовхання ядра            | Джозайя Мак-Крейк     |                  |                  |            |            |                  |                  | 12,85 м           | 2          |
| Штовхання ядра            | Роберт Гаррет         |                  |                  |            |            |                  |                  | 12,35 м           | 3          |
| Штовхання ядра            | Тракстон Хейр         |                  |                  |            |            |                  |                  | 10,92 м           | 8          |
| Метання диска             | Річард Шелдон         |                  |                  |            |            |                  |                  | 34,60 м           | 3          |
| Метання диска             | Джон Фленаган         |                  |                  |            |            |                  |                  | 33,00 м           | 7          |
| Метання диска             | Джозайя Мак-Крейк     |                  |                  |            |            |                  |                  | 32,00 м           | 10         |
| Метання диска             | Роберт Гаррет         |                  |                  |            |            |                  |                  | Шаблон:NM         | —          |
| Метання диска             | Тракстон Хейр         |                  |                  |            |            |                  |                  | Шаблон:NM         | —          |
| Метання молота            | Джон Фленаган         |                  |                  |            |            |                  |                  | 51,01 OR          | 1          |
| Метання молота            | Тракстон Хейр         |                  |                  |            |            |                  |                  | 46,26 м           | 2          |
| Метання молота            | Джозайя Мак-Крейк     |                  |                  |            |            |                  |                  | 43,58 м           | 3          |

### Вітрильний спорт
| Змагання       | Спортсмени              | Результат | Місце |
| -------------- | ----------------------- | --------- | ----- |
| 3-10 тонн      | Х. Мак-Генрі            | 4:38:49   | 3     |
| Відкритий клас | Х. Мак-Генрі            | DNF       | —     |
| Відкритий клас | 9 невідомих спортсменів | DNF       | —     |

### Плавання
| Змагання                  | Спортсмени    | Півфінал  | Півфінал | Фінал      | Фінал      |
| Змагання                  | Спортсмени    | Результат | Місце    | Результат  | Місце      |
| ------------------------- | ------------- | --------- | -------- | ---------- | ---------- |
| 200 метрів вільним стилем | Фред Хендшель | 3:42,0    | 3        | не пройшов | не пройшов |
| 200 метрів з перешкодами  | Фред Хендшель | 3:45,2    | 4        | не пройшов | не пройшов |

### Поло
| Змагання | Спортсмени                                                                                           | Чвертьфінал             | Півфінал                         | Фінал                           |
| Змагання | Спортсмени                                                                                           | Суперник Результат      | Суперник Результат               | Суперник Результат              |
| -------- | --- | ----------------------- | -------------------------------- | ------------------------------- |
| Чоловіки | Джон Бересфорд (GBR) Денис Дейлі (GBR) Фоксхолл Кін (USA) Френк Маккей (USA) Альфред Роулінсон (GBR) | Франція · виграли; 10-0 | Змішана команда 2 ] виграли; 6-4 | Змішана команда 3 виграли; 3-1  |
| Чоловіки | Волтер Бакместер (GBR) Хосе де Мадре (ESP) Волтер Мак-Крірі (USA) Фредерік Фрік (GBR)                |                         | Мексика · виграли; 6-4           | Змішана команда 1 програли; 1-3 |

### Теніс
| Змагання                   | Спортсмени                                 | Перший раунд                               | Чвертьфінал                                                  | Півфінал                                                         | Фінал                                                                 |            |
| Змагання                   | Спортсмени                                 | Суперник Результат                         | Суперник Результат                                           | Суперник Результат                                               | Суперник Результат                                                    |            |
| -------------------------- | ------------------------------------------ | ------------------------------------------ | ------------------------------------------------------------ | ---------------------------------------------------------------- | --------------------------------------------------------------------- | ---------- |
| Чоловічий одиночний розряд | Безіл де Гармендіа                         | Чарльз Войт (USA) виграв; 6-1, 6-3         | Лоренс Догерті (GBR) програв; 2-6, 6-8                       | не пройшов                                                       | не пройшов                                                            |            |
| Чоловічий одиночний розряд | Чарльз Войт                                | Безіл де Гармендіа (USA) програв; 1-6, 3-6 | не пройшов                                                   | не пройшов                                                       | не пройшов                                                            |            |
| Чоловічий одиночний розряд | Чарльз Сандс                               | Гарольд Махоні (GBR) програв; 2-6, 3-6     | не пройшов                                                   | не пройшов                                                       | не пройшов                                                            |            |
| Жіночий одиночний розряд   | Маріон Джонс                               |                                            |                                                              | Шарлотта Купер (GBR) програла; 2-6, 5-7                          | не пройшла                                                            |            |
| Жіночий одиночний розряд   | Джорджина Джонс                            |                                            | (FRA) програла; 0-6, 1-6                                     | не пройшла                                                       | не пройшла                                                            |            |
| Чоловічий парний розряд    | Безіл де Гармендіа (USA) Макс Декюжі (FRA) |                                            | Чарльз Сандс (USA) Арчибальд Уорден (GBR) виграли; 6-3, 7-5  | Андре Прево (FRA) Жорж де ла Шапель (FRA) виграли; 6-2, 6-4      | Лоренс Догерті (GBR) Реджинальд Догерті (GBR) програли; 1-6, 1-6, 0-6 |            |
| Чоловічий парний розряд    | Чарльз Сандс (USA) Арчибальд Уорден (GBR)  |                                            | Безіл де Гармендіа (USA) Макс Декюжі (FRA) виграли; 3-6, 5-7 | не пройшли                                                       | не пройшли                                                            |            |
| Змішаний розряд            | Маріон Джонс (USA) Лоренс Догерті (GBR)    |                                            | Джорджина Джонс (USA) Чарльз Сандс (USA) виграли; 6-1, 7-5   | Шарлотта Купер (GBR) Реджинальд Догерті (GBR) програли; 2-6, 4-6 | не пройшли                                                            | не пройшли |
| Змішаний розряд            | Джорджина Джонс Чарльз Сандс               |                                            | Маріон Джонс (USA) Лоренс Догерті (GBR) програли; 1-6, 5-7   | не пройшли                                                       | не пройшли                                                            |            |

### Фехтування
| Змагання            | Спортсмени    | Перший раунд | Чвертьфінал | Додатковий раунд | Півфінал   | Фінал      | Втішний фінал |
| Змагання            | Спортсмени    | Місце        | Місце       | Місце            | Місце      | Місце      | Місце         |
| ------------------- | ------------- | ------------ | ----------- | ---------------- | ---------- | ---------- | ------------- |
| Шпага               | Іван д'Уале   | 3-6          | не пройшов  |                  | не пройшов | не пройшов |               |
| Рапіра              | Ф. Уелле      | вибув        | не пройшов  | не пройшов       | не пройшов | не пройшов | не пройшов    |
| Шабля серед маестро | Отто Шенфельд | вибув        |             |                  | не пройшов | не пройшов |               |